# منصور بن إبراهيم التركي
منصور بن إبراهيم التركي المدير السابق لجامعة الرياض (جامعة الملك سعود حاليًا)، في الفترة (1399 هـ / 1979 - 1410 هـ / 1990)، ووكيل وزارة المالية سابقًا، وعمل منسقًا للتعاون الاقتصادي بين المملكة العربية السعودية والولايات المتحدة الأمريكية.

## أعماله
كانت فترته مرحلة انطلاقة جامعة اللملك سعود، إذ بُني فيها مقر الجامعة بكلياتها ومعاملها وإدارتها ومطابعها ومكتباتها، كما وجدت الأبحاث العلمية فرصتها للتقدم والازدهار، وكان مما صحب فترة ادارته للجامعة عودة عدد كبير من المبتعثين، ففتحت الجامعة أقسام وأضيفت تخصصات، وكان أبرزها إنشاء مركز خدمة المجتمع والتعليم المستمر، وفي زمن إدارته للجامعة احتفلت بمرور خمس وعشرين سنة على إنشاء الجامعة، فكان أول احتفال تشهد الجامعة، وكان لأول مرة يشاهد الناس العمداء والأساتذة والطلاب وهم يسيرون في صفوف متراصة وهم يلبسون عباءات صممت خصيصا بأطراف ملونة لكل كلية، وفي عهده كان الاحتفال بمرور ربع قرن على مسيرة الجامعة، وحضر الحفل خالد بن عبد العزيز آل سعود، وفيه أمر بالعودة إلى الاسم القديم للجامعة جامعة الملك سعود بدلاً من مسمى جامعة الرياض.

## أقواله
- من أقواله: «ثروة الأمم ليست في قطنها أو حريرها أو ذهبها، إنما ثراؤها الحقيقي في رجالها».[3]
- من أقواله: «إن بناء مدرسة أو جسر قد يستغرق أسبوعاً أما بناء الإنسان فيمتد لعقود من الزمن».[2]